# پاشلک جزیره کمبل
پاشلک جزیره کمبل (نام علمی: Coenocorypha aucklandica perseverance) نام یک زیرگونه از تیره آبچلیک است.